# Сусанна Итальянская
Суса́нна (Роза́лия; фр. Suzanne d'Italie; 950/960 — 7 февраля 1003) — итальянская принцесса, королева Франции в 988 — 996 годах. Дочь короля Италии Беренгара II Иврейского и Виллы Тосканской, дочери маркграфа Тосканы и графа Арля Бозона I.

## Биография
При рождении получила имя Розалия. В 968 году она сочеталась первым браком с графом Фландрии Арнульфом II. После смерти Арнульфа, последовавшей 30 марта 987 года, обеспечила свою опеку несовершеннолетнему сыну Бодуэну, когда тот пришёл к власти, став графом Фландрии.
Став вдовой, и несмотря на разницу в возрасте (приблизительно двадцать лет), Розалия в 988 году сочеталась вторым браком с королём Франции Робертом II Благочестивым, согласно желанию его отца Гуго Капета. Гуго Капет был заинтересован в этой свадьбе, так как она принесла короне Монтрёй и Понтьё. Став королевой, Розалия приняла имя Сусанна. Ещё когда Берта Бургундская была женой Эда I де Блуа, а Роберт II женат на Сусанне, французский король влюбился в Берту (992 год). После смерти Эда I де Блуа, последовавшей 12 марта 996 года, Роберт II захотел сочетаться браком с Бертой, но его отец Гуго Капет воспротивился этому из-за кровного родства. После смерти отца, последовавшей 24 октября 996 года, Роберт II развёлся с первой женой, для того, чтобы жениться на Берте (997 год). Вернув себе имя Розалия, разведённая королева вернулась во Фландрию, где и умерла 7 февраля 1003 года и была похоронена в аббатстве Святого Петра в Генте.

## Семья
- 1-й муж: (с 968 года) Арнульф II (961/962 — 30 марта 987), граф Фландрии с 965 года. Дети:
  - Бодуэн IV (около 980 — 30 мая 1035), граф Фландрии с 987 года;
  - Эд де Камбре;
  - Матильда (умерла 24 июля 995 или ранее).
- 2-й муж: (с 988 года; разведена в 996 году) король Франции с 996 года Роберт II Благочестивый (27 марта 972 — 20 июля 1031). Детей в этом браке не было.